# Karl Gißler
Karl Gißler SAC (* 20. April 1858 in Zell am Harmersbach, Baden; † 14. August 1927 in Bruchsal) war ein deutscher Priester und zwischen 1909 und 1919 Generalrektor der Pallottiner.